# كييل إلفيس
كييل إلفيس (بالنرويجية البوكمول: Kjell Elvis)‏ هو مغني نرويجي، ولد في 12 مارس 1968.

## وصلات خارجية
- الموقع الرسمي
- كييل إلفيس على موقع IMDb (الإنجليزية)
- كييل إلفيس على موقع ميوزك برينز (الإنجليزية)